# Lawh-i-Tibb
Lawh-i-Tibb, Tabla a un Médico o Tabla de Medicina es una tabla de Baháʼu'lláh a Áqá Mírzá Muhammad-Ridáy-i-Tabib-i-Yazdí, un doctor de la antigua escuela de medicina. Fue escrita en Akka entre los años 1870 y 1875.
En esta tabla, Bahá'u'lláh da consejo sobre hábitos de alimentación y emociones y la necesidad de tratamiento médico. Incluye una oración de curación muy conocida, revelada por Bahá'u'lláh:
| “ | Tu nombre es mi curación, oh mi Dios, y el recuerdo de Ti es mi remedio. La proximidad a Ti es mi esperanza y el amor por Ti es mi compañero. Tu misericordia hacia mí es mi curación y mi socorro, tanto en este mundo como en el venidero. Tú, verdaderamente, eres el Todogeneroso, el Omnisciente, el Sapientísimo. |